# 2010 en Algérie
Chronologie de l’Algérie
- 2006
- 2007
- 2008
- 2009
- 2010
- 2011
- 2012
- 2013
- 2014

Cet article présente les faits marquants de l'année 2010 en Algérie ou relatifs à l'Algérie; datation selon le calendrier grégorien.

## Chronologie

### Janvier 2010
- Mardi 19 janvier 2010 : Une explosion de gaz dans un immeuble d'Alger cause la mort de 4 personnes et en blesse 14 autres dont plusieurs dans un état grave. L'explosion s'est produite au dernier des trois étages de l'immeuble et a provoqué d'importants dégâts dans deux appartements ainsi qu'à trois habitations construites illégalement sur la terrasse.
- Jeudi 21 janvier 2010 : L'entreprise Vergnet, installateur et fabricant français d'éoliennes, a remporté un important contrat pour la construction de la première ferme éolienne en Algérie. D'une capacité de 10 MW, cette ferme sera construite à Adrar (sud) et devrait être opérationnelle en 2012 et exploitée par la Compagnie de l'engineering de l'électricité et du gaz (CEEG), filiale du groupe public de l'électricité et du gaz Sonelgaz. L'investissement se monte à 3,05 milliards de dinars (30 millions d'euros environ).
- Vendredi 22 janvier 2010 : Deux détenus algériens de la prison de Guantanamo, Hasan Zemiri et Adil Hadi al-Jazairi Bin Hamlili, sont transférés par les autorités américaines vers l'Algérie et remis aux autorités algériennes.
- Mercredi 27 janvier 2010 : Durant l'année 2009, les démineurs algériens ont découvert et détruit 78 357 mines datant de la guerre de libération. Au total, depuis l'indépendance du pays en 1962, les démineurs ont détruit 8,2 millions de mines antipersonnel ou antigroupe pour la plupart, mises au jour le long des frontières est et ouest du pays. Selon les estimations, quelque trois millions de mines antipersonnel, sur les 11 millions implantées par l'armée française lors de la guerre d'Algérie (1954-1962), sont encore enfouies.

### Février 2010
- Mardi 9 février 2010 : Le groupe Renault annonce la prochaine construction à Rouiba d'une usine qui produira 50 000 véhicules par an. Implantée sur un site de la Société nationale des véhicules industriels (SNVI, l'héritière de Berliet), qui construit des camions et des autobus, elle aura pour vocation d'assembler trois modèles de véhicules : la Logan et la Sandero (deux Dacia) et la Symbol (une berline actuellement fabriquée en Turquie).
- Lundi 22 février 2010 : Le ministre algérien des Anciens combattants, Mohamed-Chérif Abbas, demande à la France de fournir les données sur les essais nucléaires effectués dans le Sahara de 1960 à 1966 pour permettre à son pays de lutter efficacement contre leur impact, à l'ouverture d'un colloque international sur ces expérimentations. Selon lui, l'Algérie « rencontre des difficultés pratiques pour se débarrasser des séquelles de ces bombardements et ne pourrait, en l'état actuel des choses, lutter seule contre ce problème ni réaliser des projets de développement au niveau des régions touchées ».
- Mardi 23 février 2010 : Le ministère algérien des Affaires étrangères apporte son soutien à la Jamahiriya arabe libyenne en crise avec la Suisse sur la liberté de circulation des personnes. L'Algérie réaffirme « sans ambages sa solidarité » avec la Libye et « appelle à un règlement de ce différend fondé sur le respect des règles du droit international et des us et coutumes des relations entre États également souverains ».
- Jeudi 25 février 2010 : Le directeur général de la sûreté nationale, Ali Tounsi, a été assassiné par l'un de ses collaborateurs, le colonel Choueib Oultache, qui a ouvert le feu sur lui au cours d'une réunion au siège de la police à Alger.

### Mars 2010

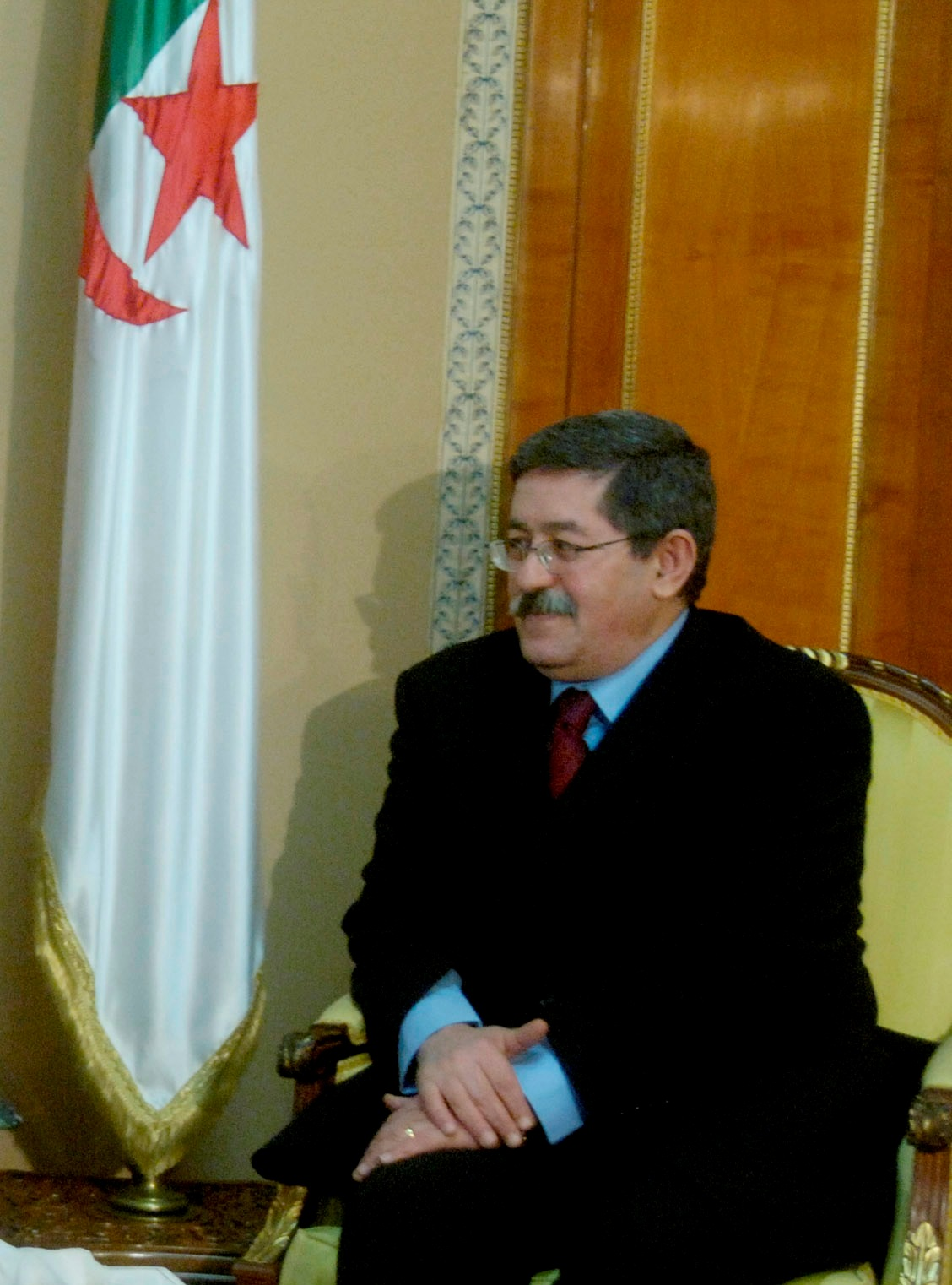
Ahmed Ouyahia
(février 2006)

- Vendredi 12 mars 2010 : Le Rassemblement national démocratique (RND), parti du premier ministre Ahmed Ouyahia, affirme que la reconnaissance par la France de ses « crimes » pendant la période coloniale en Algérie était « un préalable » à une relation « approfondie » des deux pays : « Toute volonté proclamée de bâtir une relation approfondie de coopération avec le peuple algérien ne saurait aboutir sans le préalable de la reconnaissance par la France des crimes qu'elle a perpétrés pendant son occupation de l'Algérie » et cette relation « ne saurait aboutir sans une attitude de respect mutuel de la part de la France envers l'Algérie indépendante et souveraine ». Cette attitude « ne saurait composer ni avec l'atteinte à la dignité du peuple algérien ou de son importante communauté établie en France, ni encore moins avec des campagnes insidieuses et récurrentes ». Le RND exige retrait de l'Algérie de la liste française des pays à risque en ce qui concerne les transports aériens[1].
- Mercredi 17 mars 2010 : Quatre islamistes armés ont été tués par les forces de sécurité algériennes dans plusieurs endroits de la wilaya de Tébessa (635 km au sud-est d'Alger). 3 islamistes ont été tués dans la localité de Negrine et le quatrième a été tué à Serdias.

### Avril 2010
- Jeudi 29 avril 2010 : Le ressortissant algérien enlevé le 20 avril par un groupe armé lié à AQMI dans le nord

### Juillet 2010
- Dimanche 25 juillet 2010 : Au moins une personne est tuée dans une attaque suicide menée par un kamikaze au volant d'un véhicule piégé contre la gendarmerie d'Ath Aïssi, un village proche de Tizi Ouzou (Kabylie). L'attentat est revendiqué par AQMI.
- Lundi 26 juillet 2010 : L'ancien détenu de la prison de Guantanamo, Abdul Aziz Naji (35 ans), renvoyé le 19 juillet en Algérie contre son gré, est libéré et a retrouvé sa famille. Il avait été remis aux autorités algériennes par les autorités américaines après être monté jusqu'à la Cour suprême pour ne pas retourner dans son pays natal par crainte de représailles tant du gouvernement algérien que d'organisations islamistes[2].

### Août 2010
- Vendredi 6 août 2010 : Le maire de la commune de Baghlia (90 km à l'est d'Alger) a été tué devant son domicile par un groupe armé, une région agricole connue pour être l'un des fiefs des groupes islamistes armés affiliés à AQMI.
- Jeudi 12 août 2010 : Mort à Alger de l'écrivain Tahar Ouettar (74 ans), auteur de nombreux romans, nouvelles et pièces de théâtre traduites dans plusieurs langues.
- Dimanche 15 août 2010 : Deux maliens survivants révèlent que 12 ressortissants africains — trois Camerounais, trois Maliens, deux Ivoiriens, deux Sénégalais, un Gambien et un Guinéen —, candidats à l'émigration clandestine en Europe, sont morts de soif dans le désert algérien, entre la frontière nord du Mali et la ville de Tamanrasset par manque d'eau.
- Mardi 17 août 2010 :
  - Un hélicoptère travaillant sur des lignes électriques à haute tension s'est écrasé près de Boumerdès, faisant 2 morts (un français et un espagnol) et un blessé espagnol. L'hélicoptère a vraisemblablement touché l'une d'elles avant de s'écraser.
  - Les orages dans la province d'Oujda ont causé la mort de 7 personnes emportées par les oued en cru et 686 hectares d'arbres fruitiers ont été détruits.
- Jeudi 19 août 2010 : Un bateau algérien, chargé de 60 conteneurs contenant des produits alimentaires de base, d'articles scolaires, de matériel médical dont une clinique pluridisciplinaire, d'appareils d'hémodialyse et de scanners, au profit des Palestiniens de Gaza, a quitté le port d'Alger à destination du port égyptien d'El Arich. Ce voyage est organisé à l'initiative de l'association des oulémas algériens, d'hommes d'affaires et d'associations de la société civile.
- Vendredi 20 août 2010 : L'explosion d'une bombe actionnée à distance vers 23 heures au passage d'un convoi militaire près de Baghlia a fait 3 morts et 5 blessés graves. Des tirs d'armes automatiques contre le convoi ont suivi l'explosion de la bombe.
- Samedi 21 août 2010 : Mort de Lakhdar Bentobal (87 ans), un des dirigeants historiques de la guerre pour l'indépendance de l'Algérie. Il fut membre de la délégation du gouvernement provisoire de la révolution algérienne aux négociations avec la France. Il sera trois fois ministre dans le gouvernement provisoire[3].
- Mercredi 25 août 2010 : Un douanier algérien retenu en otage depuis juin, après une attaque qui avait coûté la vie à 11 gendarmes algériens à la frontière entre le Mali et l'Algérie, est exécuté par AQMI dans la région malienne de Kidal.

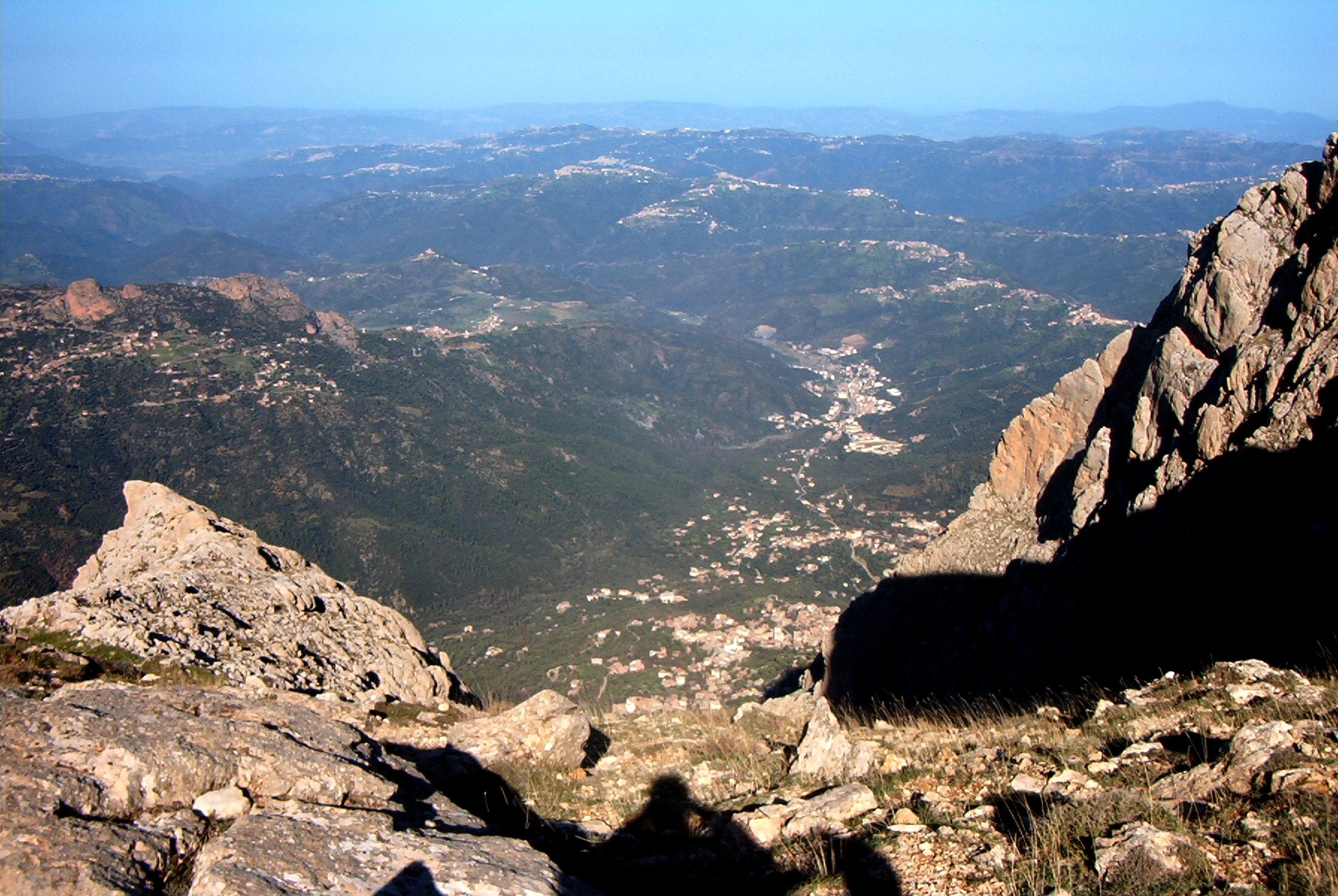
Vue des villages de Beni Yenni

- Dimanche 29 août 2010, Kabylie : Les forces de sécurité ont tué dix rebelles islamistes près du village de Beni Yenni. Une quantité d'armes importante a été saisie au cours cette opération. 3 autres insurgés ont été tués jeudi dans la même zone.

### Septembre 2010
- Mercredi 8 septembre 2010 : Selon les ONG, Reporters sans frontières (RSF) et Transparency International (TI), le journaliste, Djilali Hadjadj, a été arrêté le 5 septembre au soir à l’aéroport de Constantine, alors qu’il s’apprêtait à embarquer pour Marseille. Collaborateur du « Soir d’Algérie », de l’ONG Transparency International en Algérie et président de l’Association algérienne de lutte contre la corruption (AALC), cette arrestation semble être liée à ses activités contre la corruption. Selon RSF : « Les autorités affirment que l’arrestation de Djilali Hadjadj fait suite à un différend d’ordre privé, sans lien avec ses activités journalistiques et militantes. Toutefois, au regard des moyens disproportionnés déployés par les autorités pour un simple litige de droit commun, on peut s’interroger sur les motivations réelles de certains secteurs du gouvernement »[4].
- Lundi 20 septembre 2010 :
  - La Secrétaire d'État française chargée du Commerce extérieur, Anne-Marie Idrac, accompagnée de plusieurs chefs d'entreprises, est à Alger pour une visite de 2 jours. Elle a affirmé la « volonté du gouvernement français et des entreprises françaises de développer les investissements en s'inscrivant complètement dans la logique » de développement et de partenariat, alors que la nouvelle loi des finances complémentaire 2010, recadre sinon restreint les investissements étrangers[5].
  - Le Collectif SOS libertés, à la suite de nombreuses affaires, dénonce les traques dont sont victimes les chrétiens et les « mauvais » musulmans en Algérie. En agitant le chiffon rouge des « évangélistes et des mécréants », notamment en Kabylie, le pouvoir tente d'endiguer les conversions au christianisme, mais aussi de casser l'islam traditionnel jugé trop « tiède avec les apostats », pour y incruster une pratique plus rigoriste. Créé lors de la campagne antichrétienne du printemps 2008, le collectif, composé d'artistes et d'intellectuels, milite pour « la liberté de conscience, synonyme du droit de chacun de pratiquer la religion de son choix, ou de ne pas pratiquer »[6].
- Mardi 21 septembre 2010 :
  - Wilaya de Boumerdès : Un attentat à la bombe dans le centre commerçant de Bordj Menaiel cause la mort de 2 policiers et fait plusieurs blessés graves parmi les civils.
  - Le procureur du tribunal d'Aïn El Hammam a requis trois ans de prison ferme contre deux ouvriers chrétiens jugés pour n'avoir pas jeûné lors du ramadan. Les avocats de la défense ont plaidé la relaxe, insistant sur le fait qu'aucune loi n'interdit aux citoyens de rompre le jeûne pendant le mois de ramadan : « L'Algérie a ratifié des conventions internationales de liberté de culte. C'est une violation pure et simple de la Constitution »[7],[8].
- Jeudi 23 septembre 2010 : L'armée algérienne lance une vaste opération de ratissage contre les islamistes dans le massif forestier de Zekri.
- Mardi 28 septembre 2010 : Le général français Philippe Rondot, lors de son audition par les juges antiterroristes, affirme que l'enlèvement et l'assassinat des 7 moines trappistes de Tibéhirine au printemps 1996 est l'œuvre du Groupe islamique armé de Djamel Zitouni qui bénéficiait d'une certaine marge de manœuvre de la part des services algériens[9].

### Octobre 2010
- Samedi 2 octobre 2010 :
  - Dans la nuit de vendredi à samedi, 30 émigrants clandestins ont été secourus en mer au large de Mostaganem, 5 personnes sont portées disparues. Les candidats à l'émigration clandestine sont passibles de six mois de prison en vertu d'une loi votée en 2009 qui punit aussi les passeurs à des peines pouvant aller jusqu'à 20 ans de détention.
  - Kabylie : Une attaque islamiste contre un groupe de soldats qui effectuait une opération de ratissage dans le massif forestier de Zekri où des islamistes auraient établi leur quartier général a fait 5 morts et 10 blessés parmi les militaires. Le lendemain, l'armée a dépêché d'importants renforts dans la région.
- Mardi 5 octobre 2010, Kabylie : Relaxe des 2 ouvriers chrétiens interpellés durant le ramadan pour ne pas avoir respecté le jeûne et jugés le mois dernier pour « atteinte à un précepte de l'islam », car « aucun article ne prévoit de poursuite » dans un tel cas de non-jeûne durant le ramadan.
- Dimanche 10 octobre 2010 : Les fortes pluies qui ont frappé ces dernières 48 heures diverses régions d'Algérie ont fait 7 morts. Plusieurs routes ont été coupées dans le nord à la suite de violents orages qui ont éclaté vendredi soir, gonflant les oueds.
- Lundi 11 octobre 2010 : Le directeur général par intérim de deux mines d'acier d'ArcelorMittal Tebessa, à Ouenza et Boukhadra, a été entendu par la justice dans une affaire de détournement de 6 millions d'euros. L'ancien directeur des mines visé par la justice dans cette affaire qui concerne aussi une accusation d'abus de biens sociaux, faux et usage de faux, est en fuite. Au moins six autres personnes, des sous-traitants, auraient bénéficié de contrats de complaisance et sont susceptibles d’être impliqués pour fausses facturations[10].
- Mardi 12 octobre 2010 : Un attentat à la bombe dans la localité de Tlidjène cause la mort de 5 personnes — un responsable départemental en travaux publics, ses deux collaborateurs et deux entrepreneurs — qui se rendaient sur un chantier pour une inspection. La bombe a été actionnée à distance, « les terroristes étaient informés à l'avance de la mission d'inspection du chantier »[11].
- Lundi 18 octobre 2010 : Un jeune Algérien est condamné à Oum El Bouaghi à deux ans de prison ferme et 100 000 dinars (1 000 euros environ) d'amende pour « atteinte à un précepte de l'islam » parce qu'il n'a pas jeûné fin août durant le ramadan.
- Mercredi 27 octobre 2010 : Les douaniers français ont saisi dans le port de Marseille un conteneur en transit, en provenance de Chine à destination de l'Algérie, contenant une importante cargaison de téléphones mobiles contrefaits, des coques, des housses, des oreillettes et des chargeurs de portables, de marques LG, Motorola, Nokia, Philips, Sony Ericsson, Vodafone ou encore Samsung, au total 133 000 contrefaçons pour une valeur estimée de 3,3 millions d'euros[12].
- Jeudi 28 octobre 2010, Kabylie : Deux militaires ont été tués et trois autres blessés dans une embuscade tendue par un groupe islamiste armé dans le massif forestier de Yakouren dans la région de Tizi Ouzou. Les soldats ont été victimes de tirs d'armes automatiques et de bombes actionnées à distance au passage de leur convoi.

### Novembre 2010

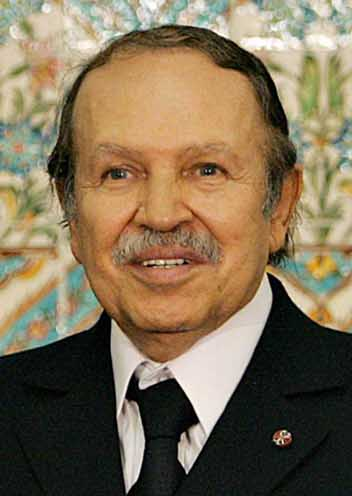
Abdelaziz Bouteflika
(février 2006)

- Mercredi 3 novembre 2010 : Le directeur général du Fonds monétaire international, Dominique Strauss-Kahn est en visite à Alger où il est reçu par le président Abdelaziz Bouteflika et par le ministre des Affaires étrangères, Mourad Medelci et du gouverneur de la Banque centrale, Mohamed Laksaci. Parmi les thèmes abordés, l'achat d'obligations par l'Algérie auprès de l'institution internationale.
- Lundi 8 novembre 2010, Kabylie : Le tribunal correctionnel d'Akbou prononce la relaxe de neuf non jeûneurs musulmans durant le dernier ramadan en août.
- Mercredi 10 novembre 2010 : La rapporteuse spéciale de l'ONU sur la violence contre les femmes, l'avocate sud-africaine Rashida Manjoo, après 10 jours d'enquête en Algérie, appelle l'Algérie à parfaire ses lois pour combattre les violences faites aux femmes qui touchent environ « une femme sur dix dans ce pays », jugeant que beaucoup restait à faire sur le plan légal, tout en reconnaissant que le gouvernement prenait "au sérieux" ses engagements internationaux dans ce domaine. Ces abus avaient déjà été relevés par la précédente rapporteuse, Yakin Ertürk, dans son rapport sur l'Algérie en 2007[13].
- Vendredi 12 novembre 2010 :
  - Un ancien militaire, alors sergent-chef au service de recherches et d’investigations à Blida, affirme au juge Marc Trévidic que les services secrets algériens ont commandé le rapt des moines au GIA, qui aurait ensuite dérapé, quand les sept religieux français ont été confiés par le premier groupe à un second groupe beaucoup plus radical. Les moines ont été égorgés par l’émir de la de ce deuxième groupe. Le scénario initial aurait été de laisser les moines aux mains du GIA, les libérer contre une rançon et faire passer les services pour les sauveurs[14].
  - Kabylie : L'explosion d'une bombe à Boghni (35 km au sud de Tizi Ouzou) au passage d'un fourgon transportant un groupe de patriotes (civils armés) chargés d'assurer la sécurité d'employés du groupe canadien SNC Lavalin a causé la mort d'un patriote et de autres personnes[Combien ?].
  - Mort de la doyenne des actrices d'Algérie, Keltoum (94 ans). Elle a joué dans plus de 70 pièces de théâtre et une vingtaine de films.
- Vendredi 19 novembre 2010 :
  - Un avion militaire algérien, en provenance de Boufarik, et transportant 9 personnes, a fait une sortie de piste à l'aéroport du Bourget (France), sans faire de blessé. Cet accident pourrait être dû à une erreur de pilotage. L'aéroport Paris-Le Bourget, spécialisé dans l'aviation d'affaires, accueille plus de 70 000 mouvements annuels d'avions ou hélicoptères pour 800 destinations desservies.
  - Izza Rezki, alias Abou Djaffar, un proche d'Abdelmalek Droukdel, chef d'AQMI, qui détient sept otages au Sahel, a été abattu avec un autre homme, par les forces de sécurité dans les alentours de Boudouaou (banlieue de Boumerdès) après qu'ils eurent refusé de se rendre. Droukdel avait chargé Abou Djaffar de « structurer les phalanges de l'ex-GSPC qui écument les maquis de l'est du pays ». Ces deux dernières semaines, les forces algériennes auraient éliminé cinq terroristes notoires dans cette zone[15].

### Décembre 2010
- Mercredi 1er décembre 2010, Kabylie : Un réseau spécialisé en faux papiers est démantelé dans le secteur d'Azazga. 35 personnes ont été interpellées. Ce réseau fabriquait essentiellement des dossiers falsifiés permettant l'obtention de la nationalité française. L'affaire a éclaté en juillet après l'interpellation d'un employé de l'Assemblée populaire communale d'Aït-Khelil, à la suite d'une lettre anonyme envoyée depuis la France faisant état de l'existence d'un trafic des état-civils dans ce village. Le réseau demandait à chaque candidat environ 3 000 euros pour lui fournir tous les documents, falsifiés, exigés par les autorités française afin d'obtenir la nationalité. Entre 2007 et 2010, au moins un millier de personnes originaires de Kabylie ont acquis frauduleusement la nationalité française[16].
- Lundi 6 décembre 2010 : Dans la nuit de dimanche à lundi, 2 islamistes armés, dont un chef de groupe local, ont été tués à Aïn El Hamra (région de Boumerdès) par les forces de sécurité. Des armes et des munitions ont été récupérées à l'issue de cette opération.
- Vendredi 10 décembre 2010 : Selon des notes diplomatiques américaines divulguées par WikiLeaks, les Américains se demandent qui détient le pouvoir en Algérie ? Une poignée de généraux qui ont la haute main sur l'armée et les services de renseignements ou le président de la République élu au suffrage universel, Abdelaziz Bouteflika ? Trois généraux de l'Armée nationale populaire sont cités : Nourredine Mekrile, chargé de la coopération et des relations extérieures, Abdelhamid Ghriss, chargé des transports et de la logistique, et Ahmed Gaid-Salah, ministre de la défense nationale et chef d'état-major[17].
- Dimanche 26 décembre 2010 : L'Office national de lutte contre la drogue et la toxicomanie estime que quelque 300 000 Algériens, dont 95 % d'hommes âgés entre de 12 à 35 ans, consomment de la drogue. D'un pays de transit, l'Algérie est devenue ces dernières années, un pays consommateur de drogue en particulier le cannabis et les psychotropes. Plus de onze tonnes de cannabis ont été saisies durant le premier trimestre 2010 en Algérie par les services de lutte contre le trafic de drogue. En 2009, plus de 74 tonnes de cannabis ont été saisies en Algérie contre 38 tonnes en 2008[18].